# عظمية دانكل
عَظْمِيَّةُ دَانْكِلْ (الاسم العلمي:†Dunkleosteus) هي جنس منقرض من الفقاريات تتبع فصيلة عظميات دانكل من رتبة مفصليات الرقبة. عاشت خلال الديفوني المتأخر، حوالي 358-382 مليون سنة مضت. الاسم تكريما لديفيد دانكل من متحف كليفلاند للتاريخ الطبيعي.
نمت أكبر الأنواع عظمية دانكل التيريلية إلى 6 أمتار و1 طن في الوزن. استطاعت عظمية دانكل فتح وإغلاق فكها بسرعة وكان لديها قوة عضّ من 6000 نيوتن عند الطرف و 7,400 نيوتن على حافة النصل. تم العثور على العديد من الحفريات لمختلف الأنواع في أمريكا الشمالية وبولندا وبلجيكا والمغرب.

## أنواع عظمية دانكل
هناك وعشرة أنواع لهذا الجنس D. terrelli، D. belgicus، D. denisoni، D. marsaisi، D. magnificus، D. missouriensis، D. newberryi، D. amblyodoratus، and D. raveri؛ وبعضها من بين أكبر سلالات لوحيات الأدمة التي عاشت على الإطلاق.